# Щипанова, Валентина Фёдоровна
Валенти́на Фёдоровна Щипа́нова (5 (18) января 1911 – 12 апреля 1984) ― звеньевая колхоза имени С.М.Кирова Кстовского района Горьковской области, Герой Социалистического труда (1949).

## Биография
Валентина Федоровна Щипанова родилась в семье работника речного флота 5 (18) января 1911 года в деревне Новоликеево (на территории современного Кстовского района Нижегородской области).
В 1930 году Щипанова начала свою трудовую деятельность в колхозе имени Сергея Мироновича Кирова. Здесь она проявила ответственность и трудолюбие, и вскоре руководство колхоза доверило ей возглавить звено полеводческой бригады, которое под её руководством стабильно добивалось высоких урожаев зерновых, картофеля и овощей.
В марте 1948 года за высокий урожай ржи 27,31 центнеров с гектара, полученный на площади 11,18 гектара Валентина Щипанова была награждена Орденом Ленина. По итогам работы в 1948 году звеном Щипановой получен урожай картофеля 518,7 центнера с одного гектара на площади три гектара.
9 апреля 1949 года Указом Президиума Верховного Совета СССР за высокий урожай картофеля 518,7 центнера с одного гектара на площади три гектара Валентина Федоровна Щипанова была удостоена звания «Герой Социалистического труда» с вручением Ордена Ленина и Золотой медали «Серп и Молот».
Избиралась депутатом Горьковского областного и Кстовского городского Советов депутатов трудящихся. Валентина Щипанова продолжала работать в колхозе имени С.М. Кирова, который в 1959 году был реорганизован в совхоз «Новоликеевский», до выхода на заслуженный отдых в 1966 году. Награждена двумя Орденаами Ленина (12 июня 1948 года; 9 апреля 1949 года).
После выхода на пенсию жила в деревне Новоликеево. Умерла 12 апреля 1984 года,  похоронена на старом кладбище Новоликеево.